# برایان می (آهنگساز فیلم)
برایان می (انگلیسی: Brian May؛ ۲۸ ژوئیهٔ ۱۹۳۴ – ۲۵ آوریل ۱۹۹۷) یک موسیقی‌دان، آهنگ‌ساز و رهبر ارکستر اهل استرالیا بود. وی بین سال‌های ۱۹۵۷ تا ۱۹۹۷ میلادی فعالیت می‌کرد.
او یکی از چهره‌های برجستهٔ موج نوی سینمای استرالیا بود و عمده شهرتش بخاط فیلم‌های مکس دیوانه و مکس دیوانه ۲ است.

## گزیدهٔ آثار
- ماه خونین (۱۹۹۰)
- ماجرای مرموز و پرالتهاب (۱۹۸۴)
- مکس دیوانه: جنگجوی جاده (۱۹۸۱)
- مکس دیوانه (۱۹۷۹)